# Грузовые стеллажи
Грузовые стеллажи (палетные стеллажи, стеллажи для поддонов) — складские металлические стеллажи предназначенные для хранения груза на палете, настилах, в контейнере. Основная конструкция состоит из вертикальных рам и горизонтальных балок. Балки крепятся к рамам болтовым соединением или через специальные зацепы (коннекторы).